# 10434 Тінберґен
10434 Тінберґен (10434 Tinbergen) — астероїд головного поясу, відкритий 24 вересня 1960 року.
Тіссеранів параметр щодо Юпітера — 3,518.